# Lifan X80

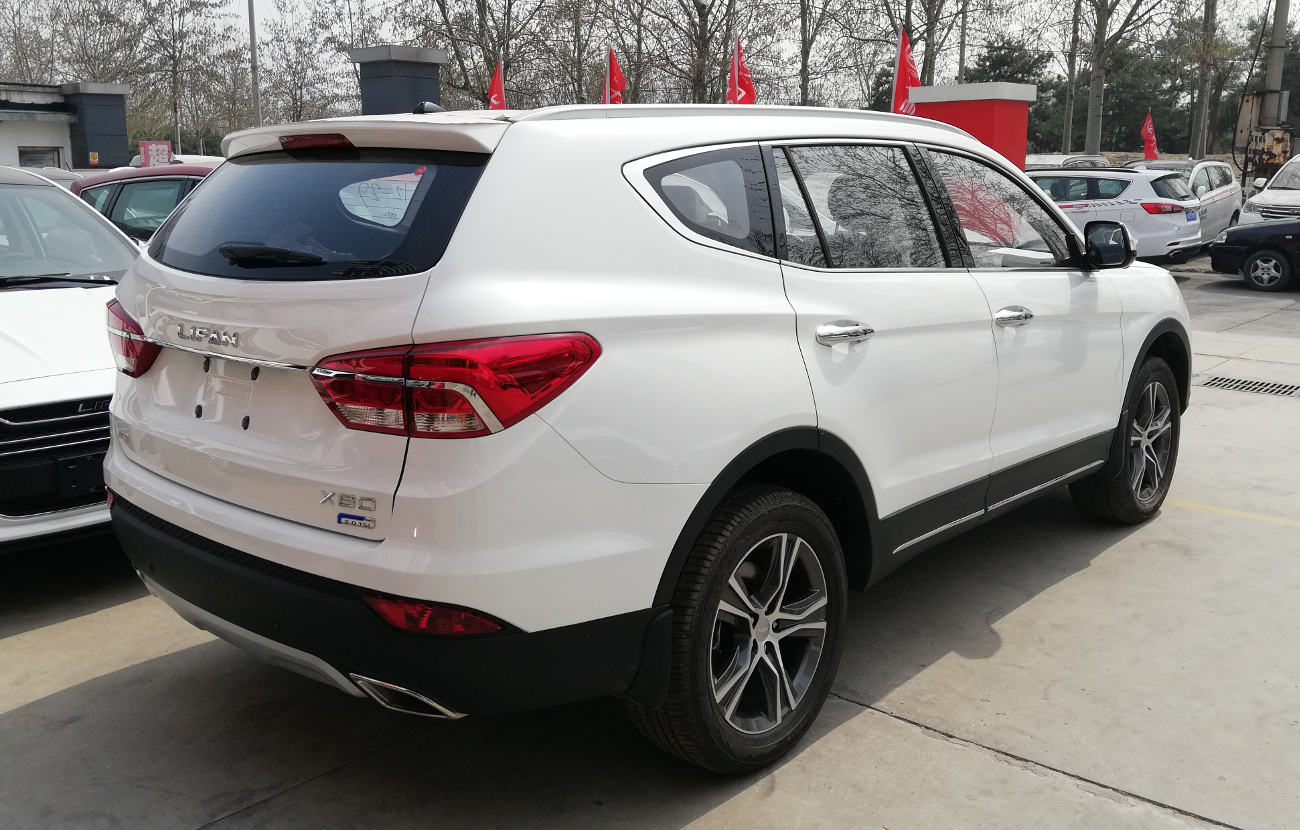
Heckansicht

Der Lifan X80 ist ein Sport Utility Vehicle des chinesischen Automobilherstellers Lifan.

## Geschichte
Das Fahrzeug wurde auf der Guangzhou Auto Show im November 2016 vorgestellt und kam am 28. März 2017 in China in den Handel.

## Technische Daten
Das SUV wird von einem Zweiliter-Ottomotor mit 135 kW (184 PS) angetrieben. Serienmäßig hat der X80 ein 6-Gang-Schaltgetriebe und Vorderradantrieb. Ein 6-Stufen-Automatikgetriebe ist gegen Aufpreis erhältlich; Allradantrieb gibt es nicht.
|                                             | 2.0T                       |
| Bauzeitraum                                 | 03/2017–06/2020            |
| Motorkenndaten                              |                            |
| Motortyp                                    | R4-Ottomotor               |
| Motoraufladung                              | Turbolader                 |
| Hubraum                                     | 1984 cm³                   |
| Verdichtungsverhältnis                      | 10,0 : 1                   |
| max. Leistung bei min−1                     | 135 kW (184 PS) / 5000     |
| max. Drehmoment bei min−1                   | 280 Nm / 1600–3600         |
| Kraftübertragung                            |                            |
| Antrieb                                     | Vorderradantrieb           |
| Getriebe, serienmäßig                       | 6-Gang-Schaltgetriebe      |
| Getriebe, optional                          | 6-Stufen-Automatikgetriebe |
| Messwerte                                   |                            |
| Höchstgeschwindigkeit                       | 200 km/h                   |
| Beschleunigung, 0–100 km/h                  | 12,6 s                     |
| Kraftstoffverbrauch auf 100 km (kombiniert) | 8,6 l Super                |
| Tankinhalt                                  | 72 l                       |